# Rothschildia paradoxa
Rothschildia paradoxa är en fjärilsart som beskrevs av Hoffmann 1942. Rothschildia paradoxa ingår i släktet Rothschildia och familjen påfågelsspinnare. Inga underarter finns listade.